# ريان دوبسون
ريان دوبسون (بالإنجليزية: Ryan Dobson)‏ هو لاعب كرة قدم بريطاني في مركز ظهير، ولد في 24 سبتمبر 1978. لعب مع نادي تشستر سيتي.